# Terry McDermott (patinage de vitesse)
Pour le footballeur anglais, voir Terry McDermott.
Pour les articles homonymes, voir McDermott.
Richard Terrance McDermott, dit Terry McDermott, né le 20 septembre 1940 à Essexville (Michigan) et mort le 20 mai 2023, est un patineur de vitesse américain.

## Biographie
Surnommé « la fusée d'Essexville », spécialiste du sprint, Terry McDermott a remporté deux médailles  sur 500 m aux Jeux olympiques d'hiver, une d'or à Innsbruck en 1964  et une d'argent à Grenoble en 1968. Son premier titre est réalisé au détriment du favori Evgueni Grichine et avec l'entraînement de Leo Freisinger.
Sa victoire dans le 500 m à Innsbruck, le 4 février 1964, est la seule médaille d'or remportée par les États-Unis lors de ces Jeux olympiques d'hiver. Le 9 février, lors de son retour dans son pays, il débarque directement à New York pour participer en direct à l'émission la plus populaire du moment, le Ed Sullivan Show. Ce même jour, les Beatles font leur première apparition à la télévision américaine dans le même programme, où ils interprètent cinq de leurs chansons. L'audience record est estimée à plus de 73 millions de spectateurs. Avant de présenter Terry McDermott comme « le seul médaillé d'or américain des Jeux d'Innsbruck », Ed Sullivan arrange une photo en coulisses, qui va faire le tour du monde, où on voit ce sportif amateur, coiffeur dans la vie civile, faire semblant de couper les cheveux de Paul McCartney entouré des autres Beatles et de Sullivan, hilares.   